# Allerheiligenflut 1170

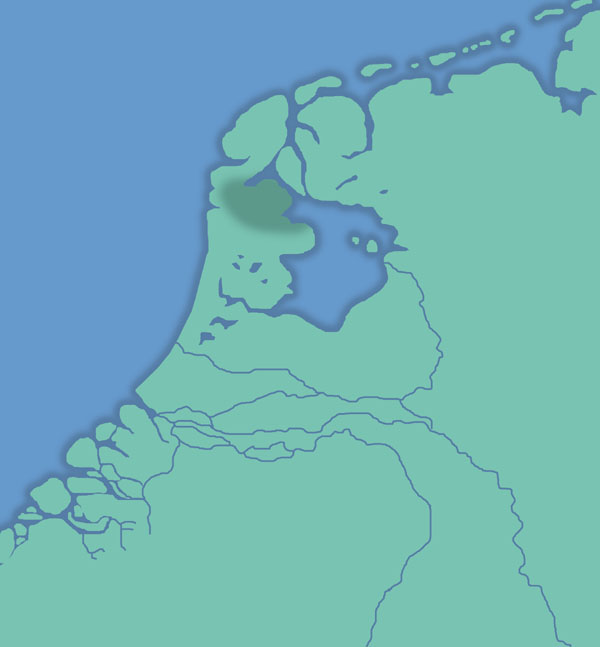
Überschwemmungsgebiet in den heutigen Niederlanden

Die Allerheiligenflut 1170 verursachte am 1. und 2. November 1170 ausgedehnte Verwüstungen an der niederländischen und ostfriesischen Küste.  Sie war eine der größten historisch bekannten Sturmfluten an der Nordsee.
Die Flut folgte auf einen sehr heißen und langen Sommer. Die Nordsee durchbrach die holländische Küste südlich der heutigen Insel Texel, trennte sowohl Texel als auch Wieringen vom Festland und erweiterte die von einer früheren Sturmflut herrührende Zuiderzee. Zwischen Texel und Wieringen riss die Flut so viel Moor aus dem „Moerwaard“, dem Sumpfmoor zwischen Wieringen und Texel, in die Nordsee, dass aus einem bisherigen Moorfluss das Seegatt Marsdiep entstand und die beiden Inseln voneinander getrennt wurden. Aus dem bislang süßwasserbeeinflussten Almere wurde die salzwasserhaltige Zuiderzee. In der Zeit von dieser Sturmflut bis 1193 entstand das westliche Wattenmeer in der Form, die es bis zum Anfang des 20. Jahrhunderts behielt. Die Sturmflut war so stark, dass der Wasserstand in der Stadt Utrecht mit den Gezeiten schwankte und Wittlinge darin schwammen.
Einer Theorie zufolge wurde an der ostfriesischen Küste die 45 Kilometer lange und 25 Kilometer breite Insel Bant vor der Emsmündung in mehrere Teile zerrissen, aus denen die Inseln Borkyn (Borkum), Juist, Buise (im 17. Jahrhundert verschwunden) und Oesterende (heute Norderney) sowie das um 1750 verschwundene Eiland Bant entstanden. Andere Quellen bringen dieses Geschehnis mit anderen Sturmfluten des Mittelalters in Verbindung.